# هيلين هيكس
هيلين هيكس (بالإنجليزية: Helen Hicks)‏ هي لاعبة غولف أمريكية، ولدت في 11 فبراير 1911 في سيدارهورست في الولايات المتحدة، وتوفيت في 16 ديسمبر 1974.